# Cleidostethus meliponae
Cleidostethus meliponae is een keversoort uit de familie lieveheersbeestjes (Coccinellidae). De wetenschappelijke naam van de soort is voor het eerst geldig gepubliceerd in 1929 door Arrow.